# Rumberk (hrad)

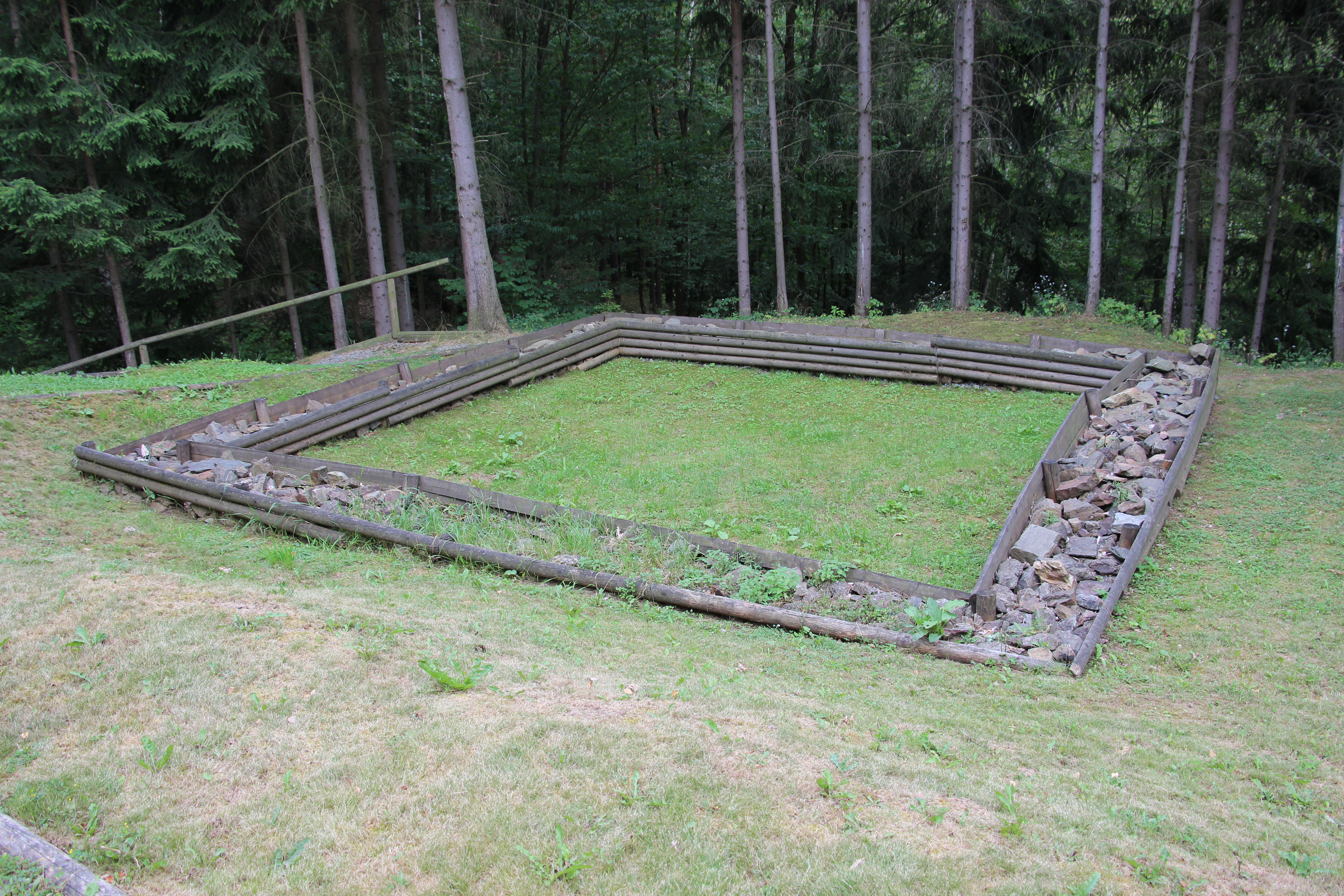
V terénu vyznačené základy hrádku Rumberk

Rumberk je zřícenina hradu, která leží asi 0,5 km jihovýchodně od obce Deštná v okrese Blansko. Jeho zbytky jsou chráněny jako kulturní památka České republiky.
Hrad Rumberk byl založen na půdě olomouckého biskupství v době, kdy byl biskupem Bruno ze Schauenburku. Jako první se po hradu uvádí v roce 1274 rytíř Bertold, který přišel s biskupem Brunem z Dolního Saska na Moravu. Tato lenní biskupská država zůstala rodu potomků rytíře Bertolda až do poloviny 14. století. Potom se toto biskupské léno rozdělilo na několik částí a centrum panství s městečkem Rumberk získal roku 1391 Zikmund z Letovic. Hrad Rumberk se však v tomto zápise neuvádí, pravděpodobně došlo k jeho opuštění pro nepotřebnost. Kolem roku 1400 hrad vyhořel a od té doby je pustý.
Roku 2009 proběhl na hradě archeologický výzkum, po kterém byla památka zpopularizována,[zdroj?] připravuje se i její turistické využití.[zdroj?] V současnosti (od roku 2014) jde o upravené místo (vybavené přístřeškem, lavičkami a třemi informačními panely, z toho dvěma oboustrannými), vhodné jako cíl malé vycházky, ze zříceniny není žádné zdivo patrné.